# A6 (Litouwen)
De A6 is een hoofdweg in Litouwen. Deze weg verbindt Kaunas met Zarasai bij de Letse grens. In Letland gaat de weg verder als A13 naar Daugavpils. De Europese weg 262 tussen Kaunas en Ostrov loopt over de gehele route mee. De A6 vormt een belangrijke verbinding tussen Centraal-Europa en Sint-Petersburg.
A1 · A2 · A3 · A4 · A5 · A6 · A7 · A8 · A9 · A10 · A11 · A12 · A13 · A14 · A15 · A16 · A17 · A18 · A19